# The Lovers (serie televisiva 2023)
The Lovers è una serie televisiva britannica ideata e scritta da David Ireland, con protagonisti Johnny Flynn e Roisin Gallagher.

## Episodi
| Stagione       | Episodi | Prima TV originale | Prima TV Italia |
| -------------- | ------- | ------------------ | --------------- |
| Prima stagione | 6       | 2023               | 2023            |

## Personaggi e interpreti

### Principali
- Seamus O'Hannigan, interpretato da Johnny Flynn, doppiato da Stefano Crescentini.
Presentatore televisivo originario di Belfast che vive a Londra. Arrivato nella sua città natale per girare il suo programma This Sunday with Seamus O'Hannigan salva Janet mentre è intenta a suicidarsi.
- Janet, interpretata da Roisin Gallagher, doppiata da Gemma Donati.
Commessa di un supermercato nordirlandese che, dopo essere stata salvata da Seamus, gli propone di diventare amanti.
- Frankie Tiffin, interpretata da Alice Eve, doppiata da Myriam Catania.
Attrice e fidanzata di Seamus.

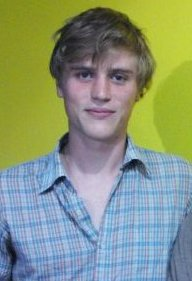
Johnny Flynn
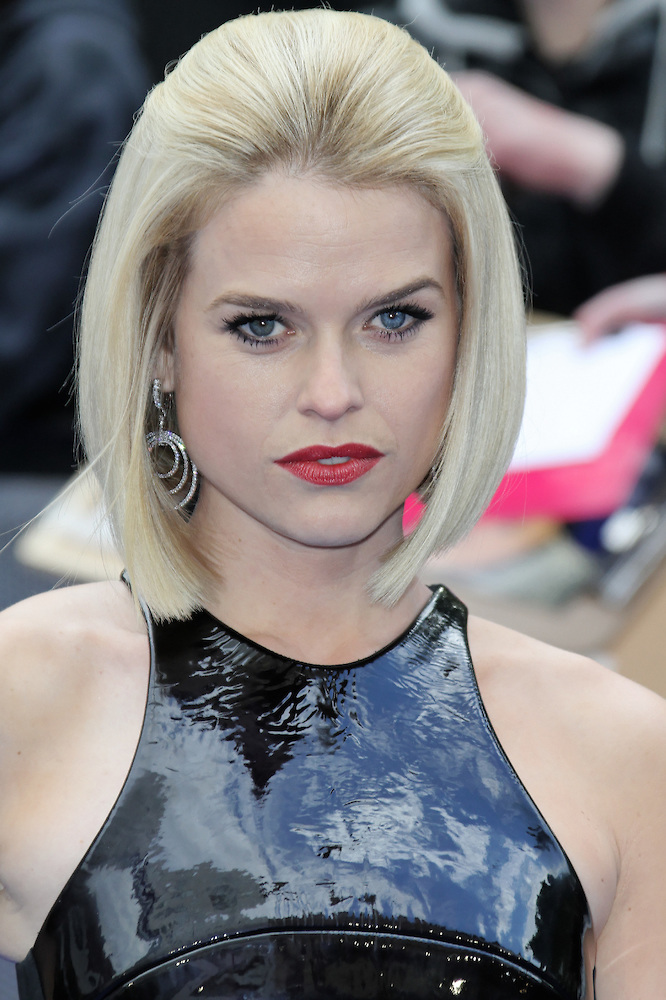
Alice Eve

### Ricorrenti
- Ndidi, interpretata da Evelyn Miller, doppiata da Guendalina Ward.
Produttrice del programma televisivo di Seamus.
- Tim, interpretato da Simon Paisley Day, doppiato da Massimo Bitossi.
Produttore del programma di Seamus.
- Philip, interpretato da Conleth Hill, doppiato da Simone Mori.
Direttore del supermercato in cui lavora Janet.
- Jason, interpretato da Martin Quinn, doppiato da Niccolò Ward.
Addetto alla sicurezza nel supermercato.
- Gemma, interpretata da Jenn Murray, doppiata da Elena Perino.
Nuova collega di Janet al supermercato.

## Produzione
La serie televisiva, prodotta da Drama Republic in associazione con Sky Studios, è stata svelata nel giugno 2022. 
Roanna Benn, Rebecca de Souza, Liz Lewin, Manpreet Dosanjh e Hannah Pescod sono le produttrici esecutive e Chris Martin il produttore. NBCUniversal Global Distribution gestisce i diritti internazionalmente.

### Casting
Nel giugno 2022 Johnny Flynn e Roisin Gallagher sono stati annunciati nel ruolo di protagonisti. Nel luglio seguente Alice Eve è entrata nel cast.

### Riprese
La lavorazione è iniziata nel giugno 2022 a Belfast.

## Distribuzione
Nel Regno Unito la serie televisiva è stata interamente trasmessa il 7 settembre 2023 su Sky Atlantic. In Italia è andata in onda il 4 novembre 2023 su Sky Serie.

## Accoglienza

### Critica
La serie televisiva ha ricevuto recensioni generalmente positive dalla critica. Rotten Tomatoes riporta l'82% delle recensioni professionali positive basato su 11 critiche. Il consenso critico del sito web indica: «Divertente e ben recitata, la prima stagione di The Lovers è costantemente piacevole malgrado i suoi difetti.» Metacritic, invece, ha assegnato un punteggio di 59 su 100 basato su 5 recensioni, indicando "recensioni miste".

## Riconoscimenti
- 2024 – Premio BAFTA[9]
  - Candidatura alla miglior interpretazione femminile in una commedia a Roisin Gallagher